# Za’ara
Za’ara (arab. زعرة) – wieś w Syrii, w muhafazie Aleppo, w dystrykcie Afrin. W 2004 roku liczyła 343 mieszkańców.